# Кіче
Кіче́ (ісп. Quiché) — корінна народність Америки, що жила в горах Гватемали, одна з представників етнічної групи мая. Синоніми: кече, кечелах (самоназва, «Люди лісової країни»).
Кіче належить авторство епосу «Пополь-Вух» та п'єси «Рабіналь-ачі». Чисельність — 250 тис. осіб. Мова — кіче, представлена низкою діалектів, належить до кічеанської групи кіче-мамської гілки маянських мов. Розмовляють також іспанською. Віруючі — католики та протестанти.

## Походження
Етногонічні легенди зводять кіче до тольтеків: вони прийшли до Гватемали із Табаско в X-XI ст. і завоювали центральне нагір'я зі столицею Кумарках (Утатлан). До кінця XIV століття в підпорядкуванні у кіче виявилися багато народів Гватемали. В XV столітті від них відокремилася народність какчикелі, утворивши свою державу.

## Побут і традиції
Традиційні заняття: ручне підсічно-вогневе землеробство (основна культура — маїс (кукурудза). Підсобні промисли — полювання, рибальство, бджільництво. Після іспанського завоювання освоїли орне землеробство, садівництво, городництво.
Традиційні ремесла: ювелірне, кераміка, візерункове ткацтво, плетіння, виготовлення масок, музичних інструментів.
Житло і їжа — як у мая.
Одяг у жінок — білі сорочки з вишивкою по коміру, уїпіль з орнаментом, Запашні спідниці до колін або до щиколоток. У чоловіків — костюм креольського типу. По святах використовується національний одяг — чорні штани до колін, чорна куртка (болеро), з червоною вишивкою, червоний пояс, сумки через плече, сандалі, накидка (серапе), капелюх, під яким — червона хустка.

## Соціальна організація
Сім'я в основному мала, зустрічаються і великі патрилокальні.

## Відомі представники
Вихідцем з народу кіче є Рігоберта Менчу, гватемальський політик і правозахисниця, активістка боротьби за права корінного населення країни.